# 박형근 (배우)
박형근(1991년 3월 27일 ~ )은 대한민국의 배우다.

## 방송
- 연애 못하는 남자들 (2019)
- 아름다운 남자, 시벨롬 (2020)
- 미스터트롯3 (2024) - Top54

## 음반
- 미스터트롯3 장르별 팀배틀 베스트 PART2 (2025)